# Jordan EJ11
Chronologie des modèles (2001)
Jordan EJ10 Jordan EJ12
La Jordan EJ11 est la monoplace de Formule 1 engagée par l'écurie Jordan Grand Prix lors de la saison 2001 de Formule 1. 
Elle est initialement pilotée par l'Allemand Heinz-Harald Frentzen et l'Italien Jarno Trulli, puis par le Brésilien Ricardo Zonta au Canada et le Français Jean Alesi, en remplacement de Frentzen, à partir du Grand Prix d'Allemagne. 

## Historique

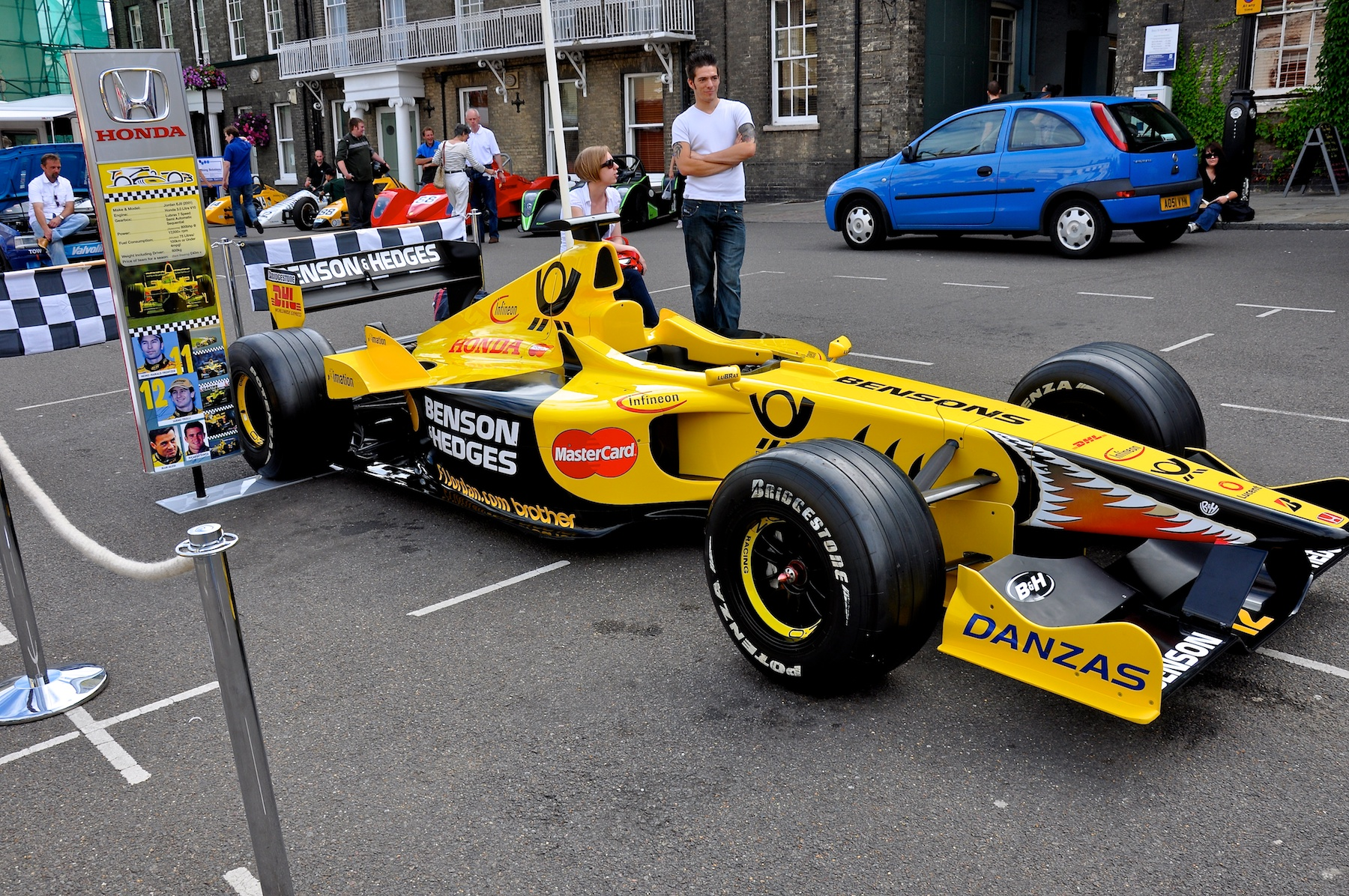
La Jordan EJ11 exposée au Bury St Edmunds Motorsports Show en 2010.

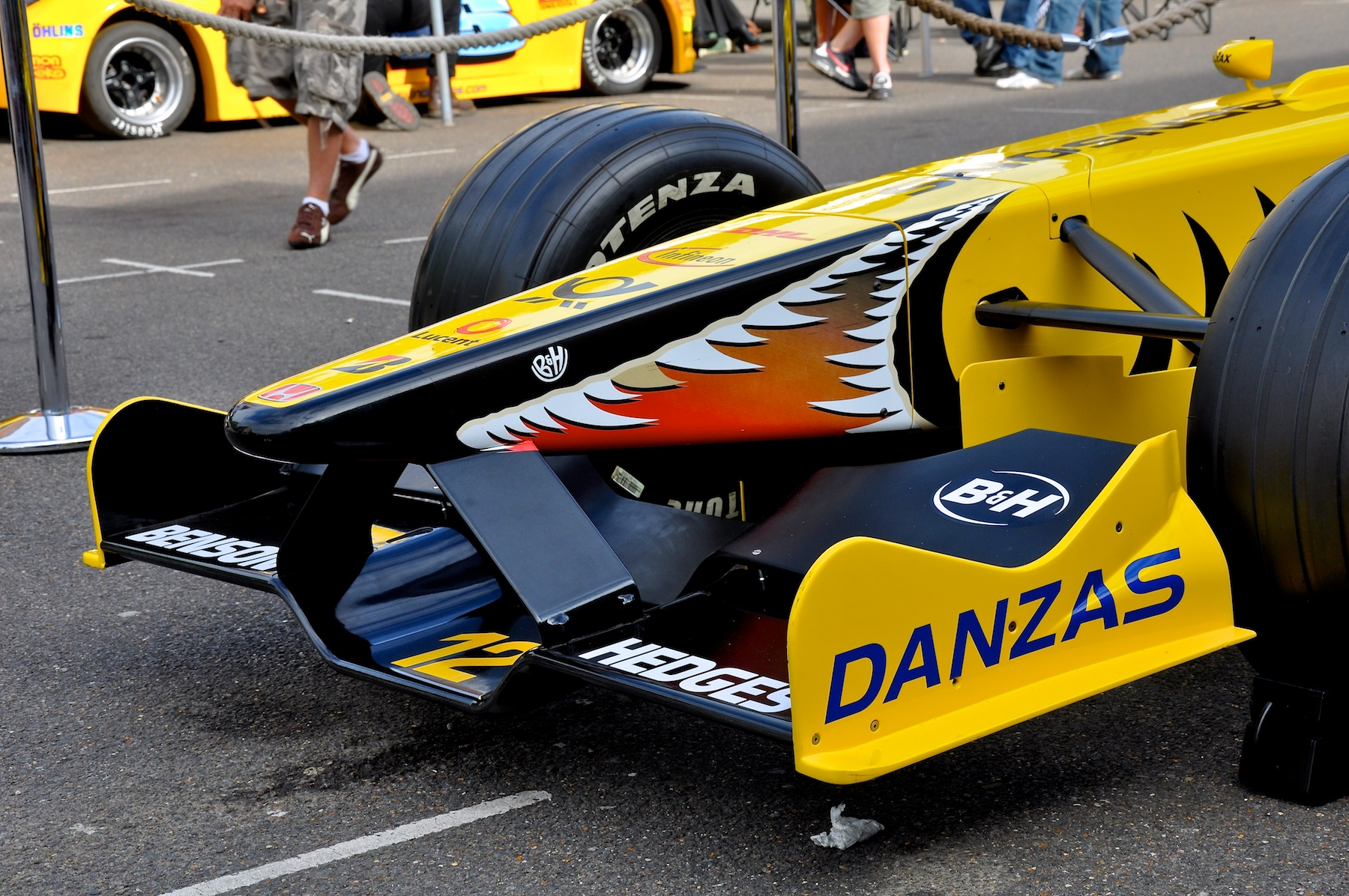
Le nose art de la Jordan EJ11.

Après une saison 2000 difficile à cause d'une EJ10 manquant de fiabilité, Eddie Jordan annonce que l'écurie irlandaise ne peut plus se permettre une nouvelle saison blanche et mise sur sa nouvelle voiture pour conserver son statut d'écurie de pointe. De plus, l'encadrement technique est perturbé par les départs du directeur technique Mike Gascoyne chez Benetton, accompagné de l'aérodynamicien Mark Smith et du directeur des opérations Sam Michael qui rejoint Williams-BMW. La conception de la nouvelle Jordan est confiée à Tim Holloway tandis que le réputé Eghbal Hamidy, en provenance d'Arrows, assure le suivi de la voiture durant la saison.
La EJ11 apparaît  très différente de sa devancière. Aérodynamiquement, le nez est fortement retravaillé et aplati et positionné plus haut, avec un aileron avant fixé sur des dérives inclinées d'un trentaine de degrés ; cette architecture permet une plus grande circulation de l'air sur le séparateur installé entre les jambes du pilote,.
Jordan dispose désormais d'un moteur Honda officiel, le RA001E, qui équipe également les BAR 003 et remplace le moteur Honda préparé par Mugen Motorsports. Le nouveau bloc, évolution de celui de l'année précédente, développe environ 800 chevaux. Kazutoshi Nishizawa, le directeur de Honda Racing Devlopment, explique : « Le nouveau moteur peut avoir le même aspect de l'extérieur mais nous l'avons amélioré dans presque tous les domaines. Nous avons étudié et résolu les problèmes de la saison dernière et le résultat est une unité moteur supérieure. » La EJ11 dispose d'une nouvelle boîte de vitesses Lubrax, longitudinale à sept rapports contre six pour sa devancière.
Le 16 janvier 2001, la EJ11 est présentée officiellement au siège de l'écurie à Silverstone après avoir roulé les 13 et 15 janvier. La voiture reprend la piste le 17 janvier pour de nouveaux essais. Lors des essais hivernaux, la Jordan EJ11 s'avère particulièrement rapide et très proche des Scuderia Ferrari, McLaren Racing et Williams F1 Team. Pour les observateurs du monde de la Formule 1, Jordan apparaît comme une des premières forces du plateau à l'entame de la saison. Heinz-Harald Frentzen déclare que la EJ11 est la meilleure voiture qu'il ait jamais pilotée et qu'à son volant il pourrait se battre pour le titre mondial. Eddie Jordan ne cache pas ses ambitions : « C'est la concrétisation d'un rêve et ça représente un engagement total pour remporter le Championnat du monde. Nous ne retrouverons jamais une opportunité comme celle-là »

## En course
Toutefois, les premières courses montrent les limites que la EJ11 affichera toute la saison. Très rapide sur de courtes distances comme en qualification ou en début de course, la monoplace manque de rythme sur la durée d'une course et sa fiabilité, bien qu'en progrès par rapport à l'EJ10, reste perfectible.
Lors de la manche d'ouverture en Australie, Frentzen termine cinquième tandis que Trulli abandonne à cause d'un problème moteur. En Malaisie, l'Allemand entre de nouveau dans les points (quatrième) alors que Trulli termine huitième et hors des points. Au Brésil, Frentzen abandonne (sur problème moteur) alors que Trulli se classe cinquième. Au  Grand Prix de Saint-Marin, les deux EJ11 entrent dans les points (Frentzen terminant sixième derrière Trulli) ce qui ne se reproduira plus durant la saison.  
En Espagne, alors que Frentzen abandonne à nouveau à cause d'un problème de moteur, Trulli se classe quatrième. Le déplacement en Autriche est difficile : Frentzen abandonne sur problème de boîte de vitesses alors qu'au quatorzième tour de course, Trulli est exclu pour avoir quitté la voie de sortie des stands avant l'extinction du feu rouge. Les deux pilotes abandonnent à Monaco, Frentzen sur accident et Trulli sur un problème hydraulique.  
Lors du Grand Prix du Canada, Frentzen est victime d'un accident pendant les essais et le pilote-essayeur Ricardo Zonta le remplace en course. Le Brésilien finit septième, à la porte des points tandis que Trulli abandonne sur un problème de freins. Le Grand Prix d'Europe se termine sur une nouvelle désillusion, aucune des deux EJJ11 ne rejoignant l'arrivée (panne électronique pour Frentzen et chute de la pression d'huile pour Trulli). En France, Trulli termine cinquième quand Frentzen échoue hors des points. En Grande-Bretagne, Frentzen finit septième alors que Trulli abandonne après un accrochage
En interne, la situation pâtit des performances décevantes de l'EJ11. Heinz-Harald Frentzen se plaint du manque de compétitivité de sa voiture tandis qu'Eddie Jordan lui reproche son manque d'implication. De plus, Eddie Jordan est en négociations avec Takuma Satō, soutenu par Honda, qu'il cherche à engager pour d'obtenir le soutien exclusif du constructeur japonais qui motorise également le rival BAR. Le pilote allemand active néanmoins son option de prolongation de contrat pour 2002, peu après le Grand Prix du Canada. Eddie Jordan le limoge pourtant juste avant le Grand Prix d'Allemagne. Ricardo Zonta le remplace mais abandonne après un accident, Trulli abandonnant également après un problème hydraulique. Le licenciement de Frentzen provoque des tensions avec la Deutsche Post, sponsor personnel de Frentzen et de l'écurie. L'Allemand intente un procès à l'écurie, contrainte de payer son salaire de la saison 2002 ainsi que six millions de dollars de dommages et intérêts. Deutsche Post, qui avait envisagé de cesser son partenariat, reste commanditaire de l'équipe jusqu'à la fin de la saison 2002.  
Eddie Jordan engage Jean Alesi de Prost Grand Prix pour remplacer Frentzen tandis que le pilote allemand fait le chemin inverse. En Hongrie, Trulli abandonne sur un problème hydraulique tandis qu'Alesi termine dixième. En Belgique, Trulli abandonne à nouveau sur un problème moteur alors que Jean Alesi, sixième, marque le dernier point de sa carrière. En Italie Trulli abandonne après un accrochage tandis que Jean Alesi finit à nouveau dixième. Aux États-Unis où les EJ11 arborent le drapeau des États-Unis sur son capot moteur en hommage aux victimes des attentats du 11 septembre 2001, Jarno Trulli marque les points de la quatrième place tandis que Jean Alesi termine septième.
La dernière course de la saison au Japon se termine sans gloire avec l'abandon d'Alesi après un accrochage et la huitième place de Trulli. À l'issue de ce Grand Prix, Eddie Jordan confirme l'engagement de Takuma Satō pour 2002 et 2003 aux côtés de Jarno Trulli, ce qui met un terme aux espoirs de Jean Alesi de poursuivre avec l'écurie irlandaise.
Jordan Grand Prix se classe cinquième du championnat des constructeurs avec dix-neuf points. Jarno Trulli termine neuvième du championnat du monde avec 12 points, Heinz-Harald Frentzen treizième avec 6 points, Jean Alesi quinzième avec 5 points (un seul marqué avec Jordan) tandis que Ricardo Zonta n'a pas marqué de point.

## Bilan
Si elle représentait un progrès par rapport à la médiocre EJ10, la EJ11 n'a pas été suffisamment performante et fiable pour permettre à Jordan de se maintenir parmi les écuries de pointe. La voiture a souffert d'un développement compliqué, provoqué par des surchauffes du moteur lors des essais hivernaux que l'équipe a eu beaucoup de mal à résoudre. Des contrôles effectués durant la saison révèlent que plusieurs sous-traitants fournissent des pièces défectueuses, ce qui explique en partie les problèmes de fiabilité de l'EJ11. Jordan a également développé son propre système de contrôle de traction, alors que les autres écuries le sous-traitaient à des spécialistes, ce qui s'avère être une faiblesse supplémentaire par son manque de fiabilité et d'efficacité.
Sans compter que plusieurs écuries que Jordan Grand Prix avait dominées lors de la saison 1999 sont considérablement montées en puissance depuis, comme Williams associée au motoriste BMW, British American Racing ou Benetton racheté par Renault et qui disposent de moyens financiers, humains et techniques nettement supérieurs. 
La EJ11 apparaît comme une promesse non tenue, et la saison 2001 marque le début d'un déclin qui s'achève avec la disparition de l'écurie en 2005.

## Résultats en championnat du monde de Formule 1

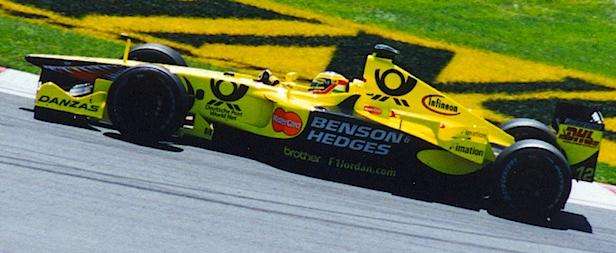
Jarno Trulli à bord de la Jordan EJ11 lors du GP du Canada 2001.

| Saison | Écurie           | Moteur           | Pneus       | Pilotes               | Courses | Courses | Courses | Courses | Courses | Courses | Courses | Courses | Courses | Courses | Courses | Courses | Courses | Courses | Courses | Courses | Courses | Points inscrits | Classement |
| Saison | Écurie           | Moteur           | Pneus       | Pilotes               | 1       | 2       | 3       | 4       | 5       | 6       | 7       | 8       | 9       | 10      | 11      | 12      | 13      | 14      | 15      | 16      | 17      | Points inscrits | Classement |
| ------ | ---------------- | ---------------- | ----------- | --------------------- | ------- | ------- | ------- | ------- | ------- | ------- | ------- | ------- | ------- | ------- | ------- | ------- | ------- | ------- | ------- | ------- | ------- | --------------- | ---------- |
| 2001   | B&H Jordan Honda | Honda RA001E V10 | Bridgestone |                       | AUS     | MAL     | BRÉ     | SMR     | ESP     | AUT     | MON     | CAN     | EUR     | GBR     | FRA     | ALL     | HON     | BEL     | ITA     | USA     | JAP     | 19              | 5e         |
| 2001   | B&H Jordan Honda | Honda RA001E V10 | Bridgestone | Heinz-Harald Frentzen | 5e      | 4e      | 11e     | 6e      | Abd     | Abd     | Abd     |         | Abd     | 8e      | 7e      |         |         |         |         |         |         | 19              | 5e         |
| 2001   | B&H Jordan Honda | Honda RA001E V10 | Bridgestone | Ricardo Zonta         |         |         |         |         |         |         |         | 7e      |         |         |         | Abd     |         |         |         |         |         | 19              | 5e         |
| 2001   | B&H Jordan Honda | Honda RA001E V10 | Bridgestone | Jean Alesi            |         |         |         |         |         |         |         |         |         |         |         |         | 10e     | 6e      | 8e      | 7e      | Abd     | 19              | 5e         |
| 2001   | B&H Jordan Honda | Honda RA001E V10 | Bridgestone | Jarno Trulli          | Abd     | 8e      | 5e      | 5e      | 4e      | DSQ     | Abd     | 11e     | Abd     | 5e      | Abd     | Abd     | Abd     | Abd     | Abd     | 4e      | 8e      | 19              | 5e         |

Légende : ici 